# Лоос, Готфрид-Бернхард
Готфрид-Бернхард Лоос (нем. Gottfried Bernhard Loos, 1774 год или 6 августа 1773, Берлин — 29 июля 1843, Берлин) — немецкий предприниматель, нумизмат, минцмейстер, генеральный вардейн Берлинского монетного двора, сын Даниеля-Фридриха Лооса, немецкого медальера и резчика монетных штемпелей.

## Биография
Первоначально собирался стать художником и медальером, однако затем решил заняться научной и практической нумизматикой. Окончив обучение, в 1795 году начал работать на Берлинском монетном дворе, первоначально — учеником, с 1797 года — вардейном, с 1806 года — минцмейстером, а с 1812 года — генеральным вардейном.
После смерти отца унаследовал его медальерную мастерскую в Берлине. Руководя мастерской в качестве её директора, значительно усовершенствовал её в техническом отношении. Опубликовал несколько работ по нумизматике. С 1828 года — почётный член Прусской академии искусств.

## Избранная библиография
- Beiträge zur nähern Kenntniβ der im Handel und Umlauf vorkommenden Gold- und Silber-münzen nach Gepräge, Gehalt und Werth" (Berlin, 1821);
- «Sammlung einzelner Aufsätze über Gegenstände des Münzwesens» (3 Teile. Berlin und Pose, 1822/23).